# Phare de Dutch Island
Le phare de Dutch Island (en anglais : Dutch Island Light), ou phare de Sandy Point est un phare actif situé sur Dutch Island, dans la baie de Narragansett, à Jamestown dans le Comté de Newport (État de Rhode Island).
Il est inscrit au Registre national des lieux historiques depuis le 25 février 1988.

## Histoire
En 1825, le gouvernement fédéral fit l'acquisition d'un terrain à l'extrémité sud de l'île. Le 1er janvier 1827, le phare fut établi pour marquer le passage ouest de la baie de Narragansett et aider les navires entrant dans le port de Dutch Island. La première tour a été construite avec des pierres trouvées sur l’île.
En 1857, l'ancienne tour et la maison du gardien ont été démolies et remplacées par l'actuelle tour en briques et une maison du gardien de quatre pièces. Une cloche de brouillard a été ajoutée en 1878. En 1924, un lumière rouge clignotante fonctionnant au kérosène a été installé.
En 1947, la lumière a été automatisée et éclairée à l'électricité, sous forme de balise rouge clignotante. Les militaires ont quitté l'île et, en 1950, la maison du gardien a été démolie à cause du vandalisme et de la croissance de crapauds et de mousse dans la maison.
En 1972, la Garde côtière a proposé de supprimer complètement le feu. Devant les protestations locales adressées à la Garde côtière, celle-ci a non seulement conservé la lumière, mais elle a même augmenté son intensité. Le vandalisme a toutefois continué et la proposition de cesser la lumière a de nouveau été proposée en 1977. Cette fois, elle a été abandonnée et a été remplacée par une bouée rouge clignotante au large de la pointe de l'île en 1979.
En 2000, l'American Lighthouse Foundation a loué le phare à la Garde côtière et a contribué à la création de la Dutch Island Lighthouse Society (DILS) en vue de la restauration du phare. Après la fin des travaux, le phare a été réactivé à titre privé le 17 novembre 2007.

## Description
Le phare  est une tour quadrangulaire en brique avec une galerie et une lanterne de 13 m de haut. La tour est peinte en blanc et la lanterne est noire. Il émet, à une hauteur focale de 17 m, un éclat rouge de deux secondes par période de 6 secondes. Sa portée n'est pas connue.

## Caractéristiques dufeu maritime
Fréquence : 6 secondes (G)
- Lumière : 2 secondes
- Obscurité : 4 secondes

Identifiant : ARLHS : USA-250 ; USCG : 1-19101 - Amirauté : J0621 .
|                       |
| Le phare (après 1857) |

|                       |
| Le phare (avant 2007) |

### Lien connexe
- Liste des phares au Rhode Island